# Вільям Гадсон
Ві́льям Га́дсон (англ. William Hudson; 1730 — 23 травня 1793) — британський ботанік та міколог.

## Біографія
Вільям Гадсон здобув освіту в Кендалській середній школі та був відданий у навчання до лондонського аптекаря.
У 1761 році його обрали членом Лондонського королівського товариства. У 1762 році вийшло перше видання важливої наукової роботи Вільяма Гадсона Flora Anglica. У 1791 році Вільям Гадсон був прийнятий до Лондонського Ліннеївського товариства.
Вільям Гадсон помер 23 травня 1793 року. Він був похований у церкві Святого Джеймса у Вестмінстері, Лондон.

## Наукова діяльність
Вільям Гадсон спеціалізувався на папоротеподібних, мохоподібних, водоростях, насіннєвих рослинах та на мікології.

## Почесті
На честь В. Гадсона Карл Лінней дав назву роду Hudsonia північноамериканської родини Cistaceae.

## Основні наукові праці
- Flora Anglica (1762)[5].